# تپه گیان ۲
تپه گیان ۲ مربوط به عصر مس - عصر آهن - سده‌های میانه و متاخر دوران‌های تاریخی پس از اسلام است و در شهرستان نهاوند، بخش گیان، در فاصله هشتصد متری از شهر گیان واقع شده است. متأسفانه به دلیل بی اطلاعی از اهمیت باستانی، بومیان خاک های اضافه ناشی از هموار کردن زمین های کشاورزی اطراف را بر روی تپه ریخته اند لذا باعث تداخل در تشخیص قسمت هایی از لایه های باستان شناسی توسط کارشناسان مربوطه شده است. این اثر در تاریخ ۲۵ آبان ۱۳۸۷ با شمارهٔ ثبت ۲۳۷۴۲ به‌عنوان یکی از آثار ملی ایران به ثبت رسیده است. با گذشت زمان و با توجه به عدم مسقف بودن، در حال فرسایش می‌باشد  و اگر تدبیری جهت حفاظت آن صورت نگیرد تا چند سال آینده اثری از آن نخواهد ماند.